# Chwarszczany
Chwarszczany est une localité polonaise de la gmina rurale de Boleszkowice située dans le powiat de Myślibórz en voïvodie de Poméranie-Occidentale. Elle se situe à environ 32 km au sud-ouest de Myślibórz et 78 km au sud de la capitale régionale Szczecin.

## Géographie

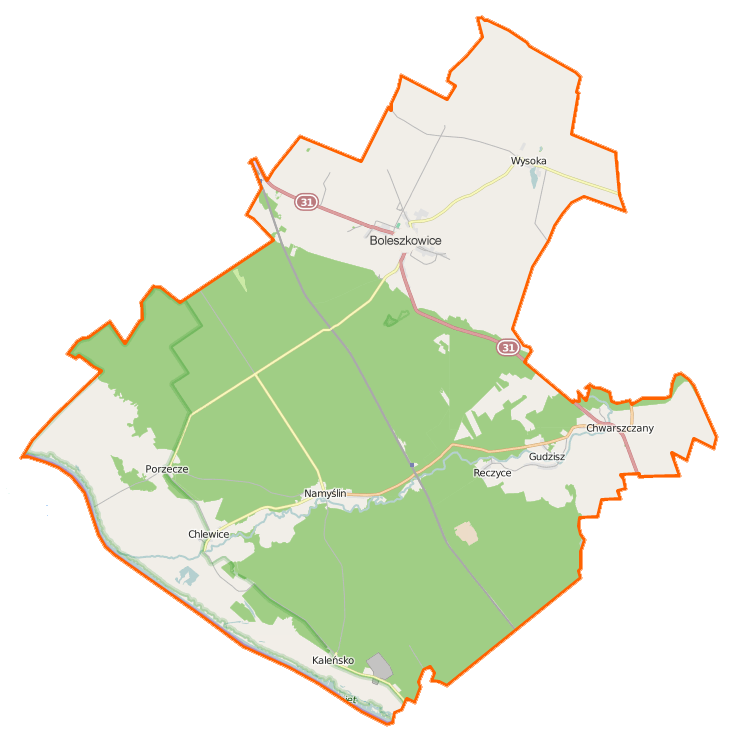
Carte de la gmina de Boleszkowice.

## Histoire
De 1815 à 1945, Quartschen fait partie de l'arrondissement de Custrin puis à partir de 1836 de l'arrondissement de Königsberg-en-Nouvelle-Marche (de) dans le district de Francfort au sein de la province de Brandebourg.